# Ostrolovský Újezd
Ostrolovský Újezd település Csehországban, a České Budějovice-i járásban. Ostrolovský Újezd Strážkovice, Trhové Sviny és Borovany településekkel határos. Lakosainak száma 181 fő (2024. január 1.).

## Népesség
A település lakosságának változását az alábbi diagram mutatja:
| Lakosok száma | 236  | 232  | 217  | 184  | 102  | 163  | 157  | 177  | 175  | 181  |
|               | 1869 | 1900 | 1921 | 1961 | 1980 | 2011 | 2016 | 2019 | 2021 | 2024 |